# Hasardspil
 Der er for få eller ingen kildehenvisninger i denne artikel, hvilket er et problem. Du kan hjælpe ved at angive troværdige kilder til de påstande, som fremføres i artiklen.

Et Hasardspil er et spil om økonomiske værdier, hvor udfaldet af spillet er helt eller næsten helt tilfældigt. Fx roulette samt visse kort- og terningespil afhænger ikke af spillerens dygtighed, men af tilfældigheder.
Garanteres der efter hvert spil en gevinst er der ikke tale om hasard.
Det kan også være et væddemål, hvor udfaldet er uberegneligt – hvorimod tips på en fodboldkamp eller hestevæddeløb ikke regnes til hasardspil.

## Hasardspil i Danmark
I Danmark var der tidligere et monopol på væddemål, lotterier, tips mv. – eller opstillede spillemaskiner eller morskabsautomater måtte kun udbetale spillemønter som gevinst. Med åbningen af offentlige kasinoer i forskellige byer i Danmark (København, Vejle m.fl.) er der mulighed for lovligt at spille om rigtige penge.
Hasardspil kan være forbudt i Danmark, når der spilles om penge på andre offentlige steder. Med forbuddet følger også at spillegæld som hovedregel ikke kan inddrives med de sædvanlige juridiske midler, hvad der har givet ophav til talemåden "spillegæld er æresgæld". Hasardspil er strafbart, hvis det udøves erhvervsmæssigt uden tilladelse.

### Straffeloven
§ 203. Den, som søger erhverv ved hasardspil eller væddemål af tilsvarende art, der ikke ifølge særlig bestemmelse er tilladt, eller ved at fremme sådant spil, straffes med bøde eller fængsel indtil 1 år.

Stk. 2. Retten afgør, om det vundne udbytte skal inddrages eller tilbagebetales.

§ 204. Den, som på offentligt sted yder husrum til eller foranstalter utilladt hasardspil, straffes med bøde eller fængsel indtil 6 måneder.

Stk. 2. Lige med offentligt sted anses foreningslokaler, når enten enhver eller enhver af en vis samfundsklasse som regel kan opnå optagelse i foreningen, eller utilladt hasardspil indgår i foreningens formål, eller der erlægges særlig betaling for deltagelse i spillet.

Stk. 3. Den, som på offentligt sted deltager i utilladt hasardspil, straffes med bøde.

## Negative konsekvenser
Undersøgelser viser, at selvom mange mennesker deltager i hasardspil som en form for rekreation eller for at tjene en indkomst, kan hasardspil, ligesom enhver adfærd, der involverer variation i hjernens kemi, blive en adfærdsafhængig afhængighed. Adfærdsafhængig afhængighed kan forekomme med alle de negative konsekvenser i en persons liv minus de fysiske problemer, som mennesker, der tvangsmæssigt engagerer sig i stof- og alkoholmisbrug, står over for.
Problemer med hasardspil har flere symptomer. Hasardspillere spiller ofte for at prøve at vinde penge tilbage, de har tabt, og nogle spiller for at lindre følelsen af hjælpeløshed og angst.
I Storbritannien har Advertising Standards Authority censureret adskillige væddemålsfirmaer for reklamer forklædt som nyhedsartikler, der fejlagtigt antyder, at en person havde udlignet gæld og betalt for lægeudgifter ved at spille online. Virksomhederne står over for mulige bøder.
En undersøgelse fra 2020 af 32 lande viste, at jo større mængden af hasardspilsaktivitet er i et givet land, desto mere volatile er det lands aktiemarkedspriser.